# Sag du es mir

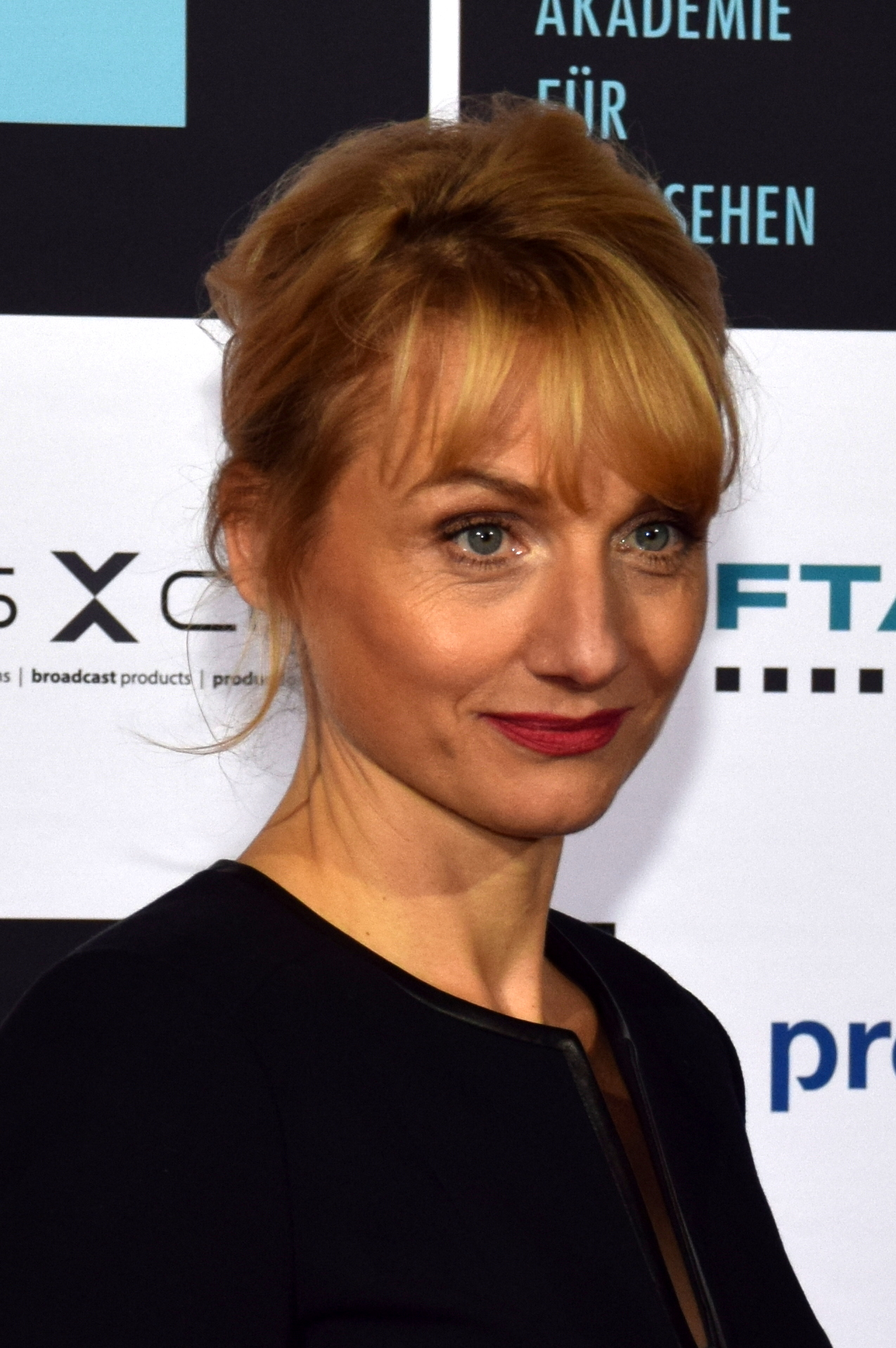
Christina Große spielt Moni, eine der beiden Schwestern (Foto von 2015)

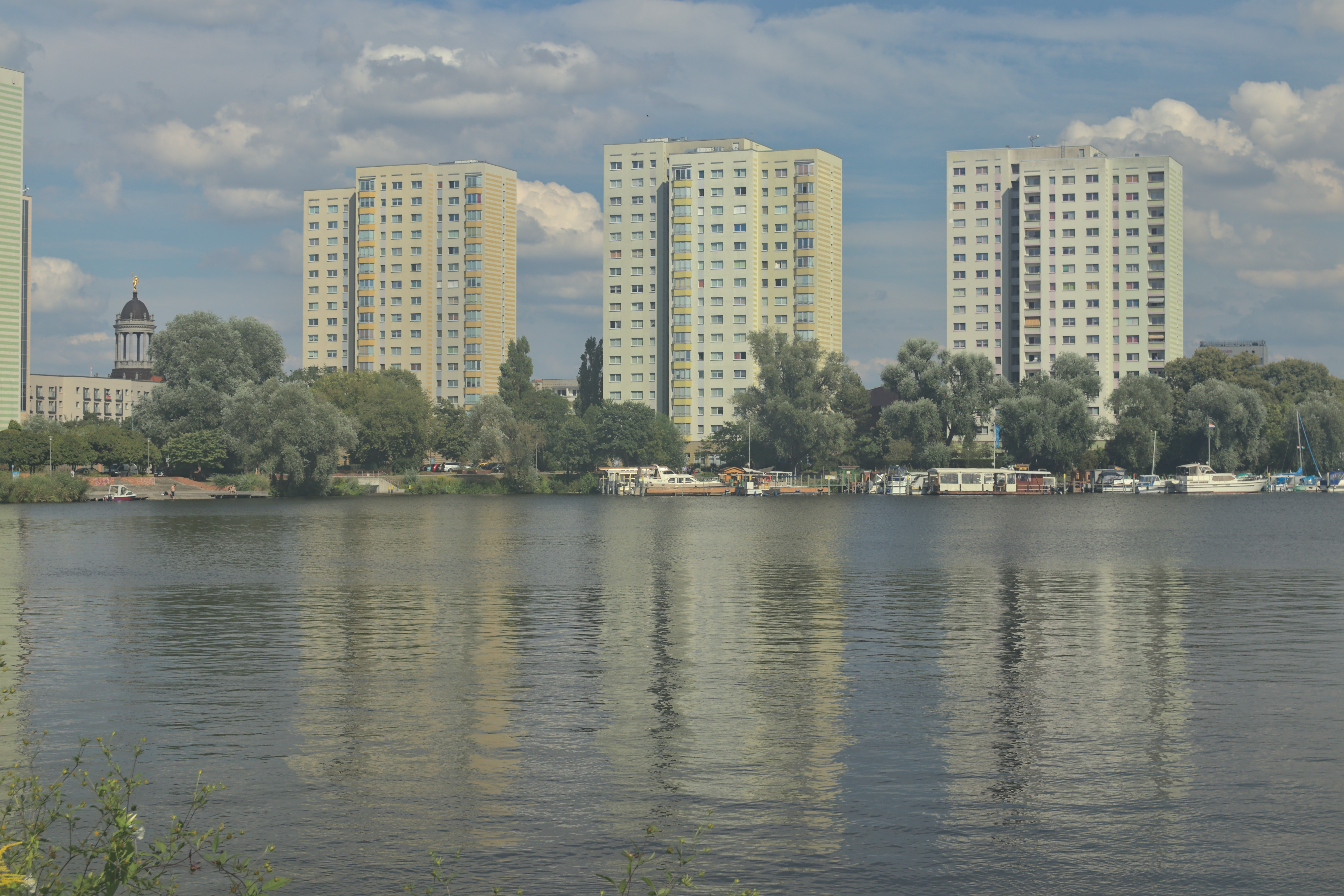
Die Handlung spielt größtenteils in Potsdam (Drehort: Neustädter Havelbucht)

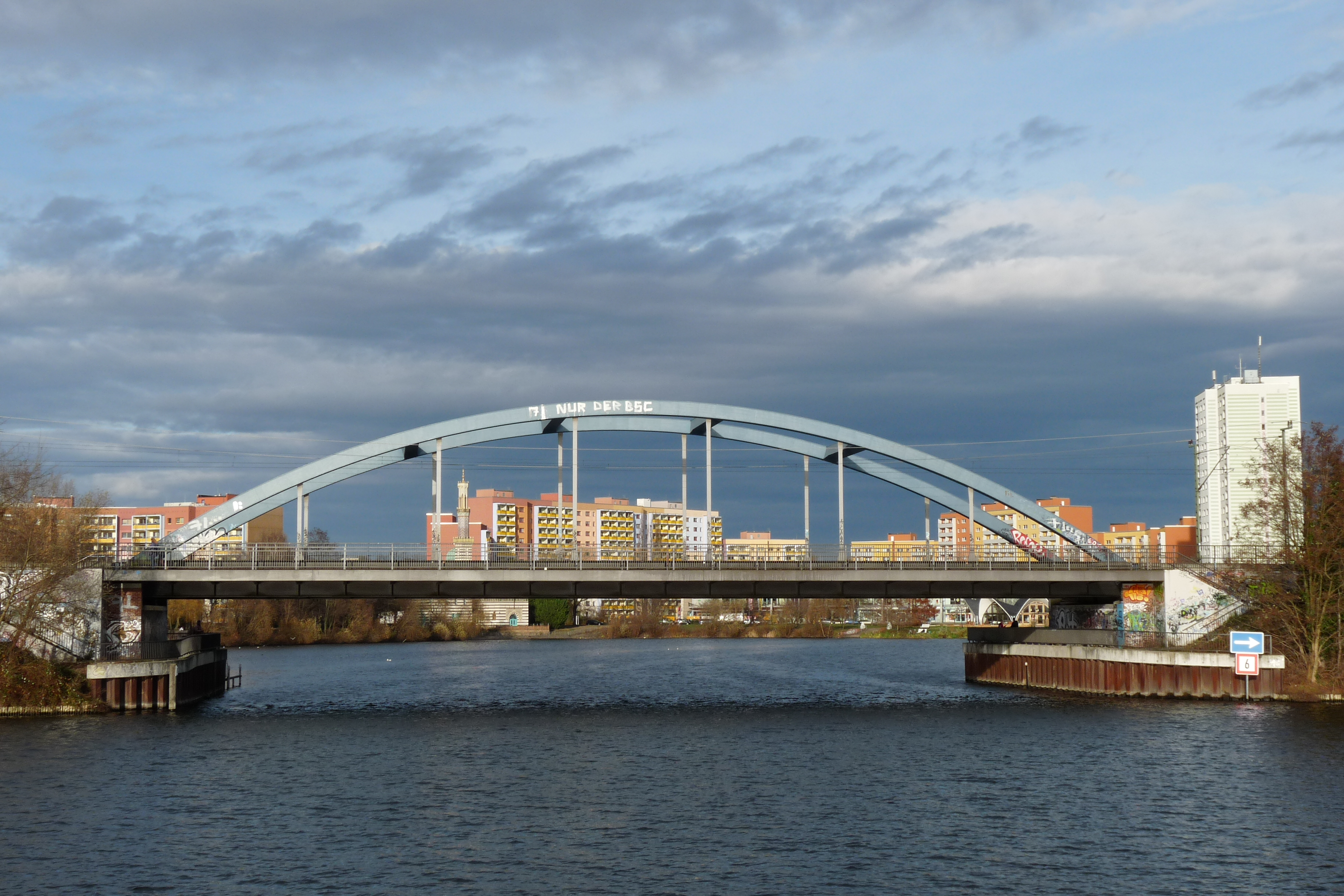
Die Kapitel des Films versuchen aufzudecken, warum Silke von der Brücke gestoßen wurde (Drehort: Brücke an der Neustädter Havelbucht)

Sag du es mir ist ein deutsches Filmdrama aus dem Jahr 2019. Es wurde am 27. August 2019 auf dem Festival des deutschen Films in Ludwigshafen uraufgeführt. Die Fernseherstausstrahlung erfolgte im Spätprogramm des Ersten am 5. Juni 2022.

## Handlung
Der Film ist in drei Kapitel gegliedert, in denen die Ereignisse aus den unterschiedlichen Perspektiven der drei Protagonisten gezeigt werden. Der tatsächliche Handlungsablauf erschließt sich dem Zuschauer erst durch die Betrachtung aller Kapitel:
Kapitel I (Moni): Nachdem ein Unbekannter Silke von einer Brücke in die Havel gestoßen hat, fliegt ihre auf Mallorca lebende Schwester Moni kurzerhand zu ihr nach Potsdam, um sich um ihre jüngere Schwester zu kümmern. Eigentlich haben die Schwestern kein besonders inniges Verhältnis. Silke ist nur leicht verletzt und möchte keine Hilfe. Die Polizei unternimmt auch nur das Nötigste, zumal in der Stadt gerade ein Kind verschwunden ist. Moni versucht nach dem Eingang eines Drohbriefs, den Täter zu finden. Sie kann diesen, einen gewissen René, schließlich in einem Nachbarhaus ausfindig machen. Sie überzeugt Silke, nach entsprechender Vorbereitung gemeinsam zu ihm zu gehen und ihm durch Drohungen klarzumachen, dass er Silke in Ruhe lassen soll. Die Schwestern gehen danach auf die Hochzeit einer Freundin.
Kapitel II (René): René ist Polizist und beteiligt sich an der Suche nach dem verschwundenen Kind. Als er während einer Mittagspause über die Brücke geht, stößt er Silke ins Wasser und läuft davon. Er kann sich nicht erklären, warum er dies getan hat, spricht mit Kollegen und Exfreundin, um sich selbst zu begreifen. Er sucht schließlich Silke auf ihrer Arbeitsstelle im Schiffshebewerk auf, entschuldigt sich zutiefst und sagt, er möchte es wiedergutmachen. Später suchen die Schwestern ihn auf, um ihm klarzumachen, dass er Silke in Ruhe lassen soll. Die Hochzeit seines Kollegen verlässt er zügig, da die beiden Frauen auch dort sind. Im Freien verprügelt er einen Mann, den er verletzt zur Hochzeit zurückträgt. Hier wird klar, dass es sich bei dem Mann um den Kindesentführer von den Fahndungszeichnungen handelt.
Kapitel III (Silke): Silke hat eine nicht sonderlich gut laufende Beziehung mit einem in Trennung lebenden Mann. Als sie auf der Brücke im Wasser ein Kleidungsstück schwimmen sieht, lehnt sie sich übers Geländer, wird gestoßen und fällt ins Wasser. Als Moni zu ihr kommt, kriselt es zunächst zwischen den ungleichen Schwestern, es setzt Vorwürfe, sodass Moni sich betrinkt. Silke erkennt, dass Moni die Beschützerrolle jetzt unbedingt braucht. Moni hat in Spanien ihren Job verloren und mit den Männern läuft es auch nicht gut. Also bittet Silke René mitzuspielen, einen Drohbrief zu schreiben, ihr eine Wunde zuzufügen und den Besuch der Schwestern vorzubereiten.
Auf der Hochzeit sagt René, dass Silke sich das meiste ausgedacht hat, er habe die Geschichte mitgespielt. Silke gesteht den beiden anderen, dass sie von der Brücke gesprungen sei und René sie noch habe aufhalten wollen. Wäre sie nicht gesprungen, wäre Moni ja nicht zurückgekommen. Auf die Frage, warum sie ihr das jetzt glauben sollen, erwidert Silke: „Was bleibt uns denn anderes übrig?“

## Produktion
Der Film wurde vom 16. Juli bis zum 25. August 2018 in Brandenburg gedreht. Drehorte waren unter anderem Storkow (Mark), Potsdam, die Neustädter Havelbucht und das Schiffshebewerk Niederfinow.
Für Regisseur Michael Fetter Nathansky war dieser Film das Abschlusswerk seines Studiums an der Filmuniversität Babelsberg.

## Rezeption

### Kritiken
Das Lexikon des internationalen Films gibt dem Film 4 von 5 Sternen. Es schreibt: „Der von kraftvollen Dialogen geprägte Film steckt voller überraschender Wendungen und Montagen, wobei sich die Perspektiven immer wieder verschieben. Aus Bildern, Charakteren und Berliner Dialekt erwächst ein dichtes filmisches Gewebe, das so differenziert wie virtuos am Tragikomischen strickt.“
Oliver Armknecht gibt dem Film in seiner Kritik auf film-rezensionen.de insgesamt 7 von 10 Punkten. In Sag du es mir werde eine Geschichte aus drei unterschiedlichen Perspektiven erzählt und damit Leerstellen nach und nach gefüllt. Szenen, die auf den Zuschauer zunächst skurril wirkten, erhielten in einer späteren Version Sinn – ohne dass zum Ende dabei alles klar wäre, sodass ein paar Antworten schuldig blieben. Die Genreeinteilung des Films sei nicht leicht; auch wenn zu Beginn – mit eher komödiantisch-skurrilen Zügen – nach einem Täter gesucht werde, ließe sich die komplexe Wahrheitssuche nicht in einen krimitypischen Auflösungssatz pressen. Mit der Zeit entwickele sich der Film Richtung Drama. Hierbei werde aber „nicht von rational handelnden Menschen erzählt, sondern solchen, die sich irgendwie durchs Leben hangeln, selbst auf der Suche nach etwas sind, an dem sie sich festhalten können“. Der Film nehme erst mit der Zeit Fahrt auf und dem Zuschauer werde allmählich klar, dass aufkommende Irritationen nicht auf Nachlässigkeit beruhten. Für den Kritiker lohnt es sich dranzubleiben bei diesem Film, der „von Schuld und Vergebung, von Verantwortung, Zweifel, persönlichen Abgründen“ und „von einer Liebe, die keine Worte mehr findet und deshalb bizarre Umwege gehen muss“ erzähle.

## Auszeichnungen und Nominierungen
Festival des deutschen Films 2019
- Auszeichnung mit dem Ludwigshafener Filmkunstpreis

First Steps – Der deutsche Nachwuchspreis 2019
- Nominierung als Bester Abendfüllender Spielfilm

Deutscher Schauspielpreis 2020
- Auszeichnung als Beste Schauspielerin in einer komödiantischen Rolle (Gisa Flake)
- Nominierung als Bester Schauspieler in einer komödiantischen Rolle (Marc Ben Puch)

Achtung Berlin Filmfestival 2020
- Auszeichnung als Beste Schauspielerin (Gisa Flake)
- Auszeichnung als Bester Schauspieler (Marc Ben Puch)